# Tivela geijskesi
Tivela geijskesi is een tweekleppigensoort uit de familie van de Veneridae. De wetenschappelijke naam van de soort is voor het eerst geldig gepubliceerd in 1968 door Van Regteren Altena.